# Rolnicki-Pass
Der Rolnicki-Pass (polnisch Przełęcz Rolnickiego) ist ein rund 210 m hoher Gebirgspass auf King George Island im Archipel der Südlichen Shetlandinseln. Er führt auf der Keller-Halbinsel zwischen Mount Birkenmajer und dem Tokarski Peak vom Stenhouse-Gletscher im Osten zum Domeyko-Gletscher im Westen.
Polnische Wissenschaftler benannten ihn 1984. Namensgeber ist der polnische Ingenieur Krzysztof Rolnicki, der an den beiden polnischen Antarktiskampagnen von 1978 bis 1979 und von 1979 bis 1980 beteiligt war.